# دی‌فسفان
دی‌فسفان (به انگلیسی: Diphosphane) یک ترکیب شیمیایی با شناسه پاب‌کم ۱۳۹۲۸۳ است. 